# Miss WrestleMania
Miss WrestleMania was een titel die door World Wrestling Entertainment werd georganiseerd voor hun WWE Divas. De allereerste Miss WrestleMania is bekroond op 25e verjaardag van WrestleMania op 5 april 2009.

## Geschiedenis
Santina Marella (Santino Marella, gekleed als tweelingzus) heeft de 25 diva battle royal gewonnen en werd zo de eerste Miss WrestleMania. Tijdens de show van WWE RAW op 18 mei 2009 verloor Chavo Guerrero van Santino. Vickie Guerrero, General Manager van RAW, won later van Santina de No Disqualification Match met behulp van Chavo en William Regal en werd Vickie zo Miss WrestleMania. Een week later wonnen Santino en Mickie James van Beth Phoenix en Chavo. Santino daagde Vickie uit voor een Hog Pin Match tegen Santina in Extreme Rules.

## Kampioenen
| Nr.              | Worstelaarster  | # | Datum        | Evenement          | Aantekeningen                                                  |
| ---------------- | --------------- | - | ------------ | ------------------ | -------------------------------------------------------------- |
| 1                | Santina Marella | 1 | 5 april 2009 | WrestleMania XXV   | Won de 25-diva battle royal.                                   |
| 2                | Vickie Guerrero | 1 | 18 mei 2009  | Raw                | Won van Santina met behulp van Chavo Guerrero en William Regal |
| 3                | Santina Marella | 2 | 7 juni 2009  | Extreme Rules 2009 | Won de Hog Pin match van Vickie Guerrero en Chavo Guerrero     |
| Titel opgeborgen |                 |   |              |                    |                                                                |